# Bronisław Knaster
Bronisław Knaster (Varsavia, 22 maggio 1893 – Breslavia, 3 novembre 1980) è stato un matematico polacco.
È noto per il suo lavoro nella topologia dei punti di riferimento e in particolare per le sue scoperte nel 1922 del continuum e del continuum di Knaster. Insieme al suo insegnante Hugo Steinhaus e al suo collega Stefan Banach, sviluppò l'ultima procedura di riduzione per il taglio della torta.
Knaster ha ricevuto il suo dottorato di laurea presso l'Università di Varsavia nel 1925, sotto la supervisione di Stefan Mazurkiewicz.